# Olteanu, Gorj

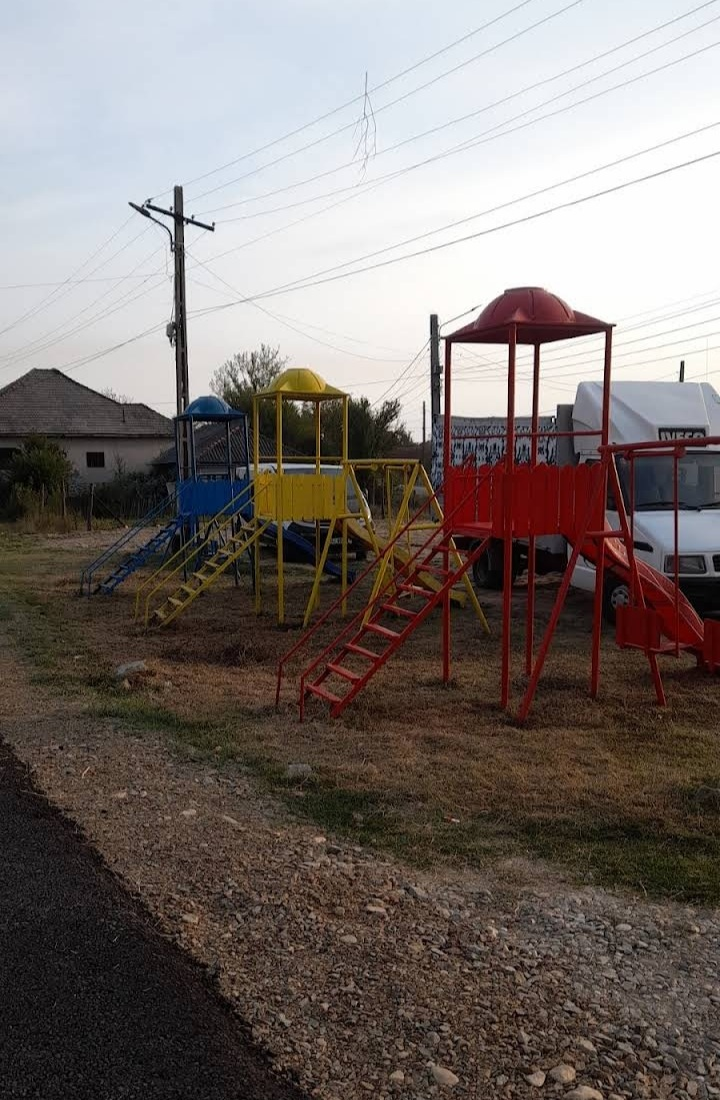
Parcul Glogovenilor

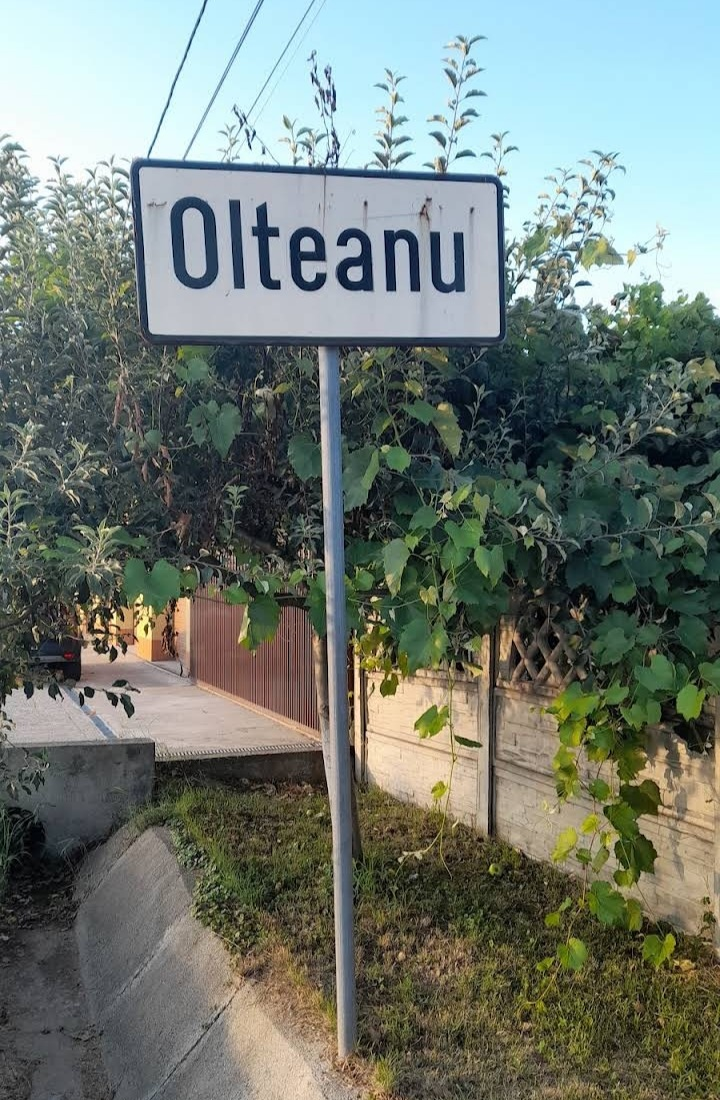
Indicator stradal - Olteanu

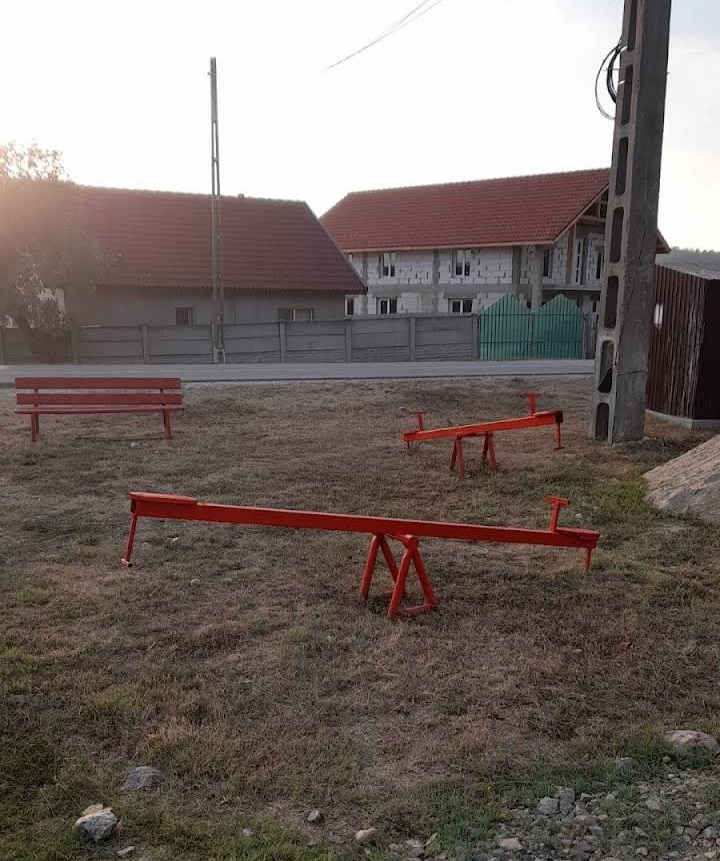
Parc

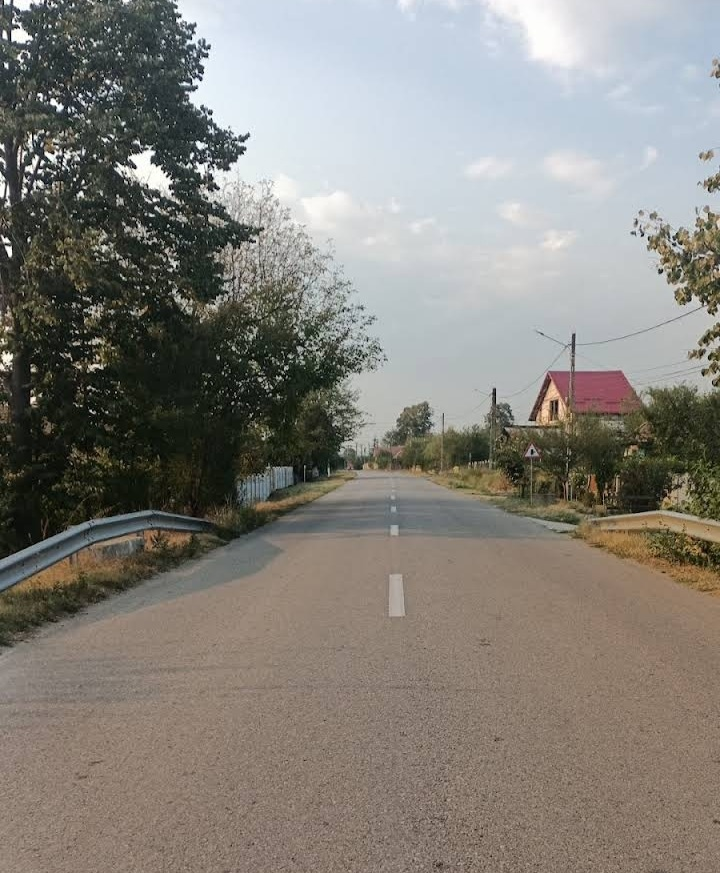
Drum

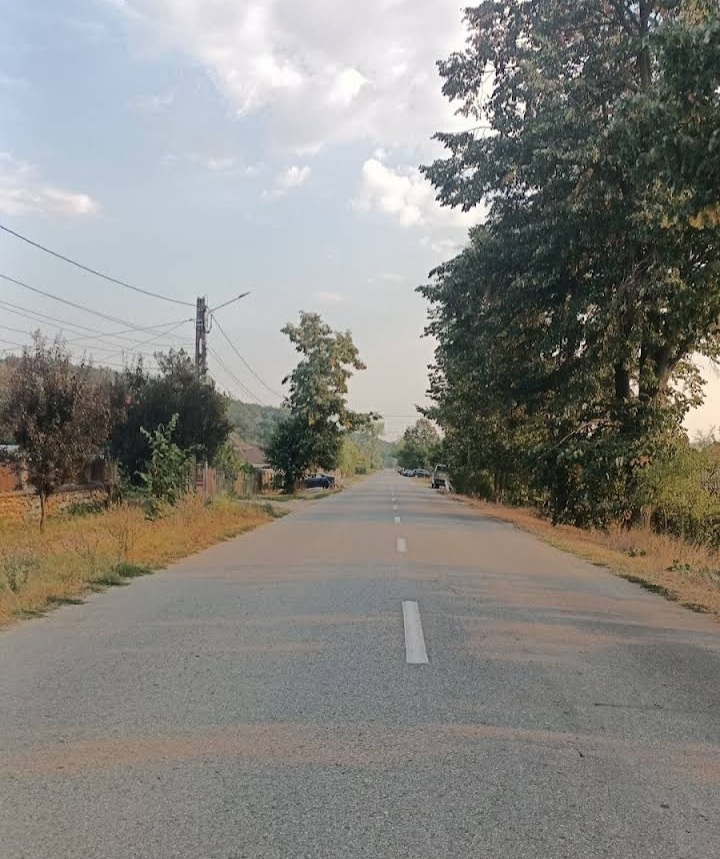
Strada Principală

Olteanu este un sat în comuna Glogova din județul Gorj, Oltenia, România. Se află la limita de sud a comunei, pe o terasă mai joasă a râului Motru, și se învecinează cu comuna Cătunele. Altitudinea medie a localității este de 232 de metri. Comuna Glogova, din care face parte satul Olteanu, este situată în zona colinară din nord-vestul Olteniei, la limita de trecere dintre Dealurile Subcarpatice și Podișul Getic. Teritoriul comunei este străbătut de râul Motru, care udă Lunca Motrului pe o lungime de aproximativ 11 km. În ceea ce privește infrastructura, satul Olteanu este conectat la rețeaua de drumuri județene, facilitând accesul către localitățile învecinate și către reședința de județ, Târgu Jiu.
Site-ul oficial al primăriei Glogova, de care aparține satul Olteanu este: www.primariaglogova.ro
 Acest articol despre o localitate din județul Gorj este deocamdată un ciot. Puteți ajuta Wikipedia prin completarea lui.